# Elio Chinol
Elio Chinol (Bigolino, 7 ottobre 1922 – Padova, 3 settembre 1996) è stato un anglista, traduttore e critico letterario italiano.

## Biografia
Nato a Bigolino, si trasferisce a Treviso nel 1935 e qui vi trascorre la sua giovinezza. È stato calciatore del Treviso e poi della S.P.A.L.. Si laurea in Filosofia all'Università degli Studi di Padova; nel 1946 e pubblica Tre saggi sulla poesia di Poe (su Edgar Allan Poe); dal 1947 al 1953 è in Inghilterra dove lavora come ricercatore nell'Università di Reading e nell'Università di Manchester. Nel 1953 torna in Italia e viene nominato ordinario di Lingua e Letteratura inglese all'Università degli Studi di Napoli Federico II, dove rimane fino al 1968, anno in cui passa alla Università di Padova; nel 1971 si trasferisce alla Sapienza – Università di Roma. Ha insegnato anche all'Orientale di Napoli. 
Tra il 1970 e il 1971 si dedica alla traduzione del Macbeth di William Shakespeare per la riduzione teatrale messa in scena dalla Compagnia dei Quattro di Franco Enriquez, protagonisti Glauco Mauri e Valeria Moriconi. Nel 1972 pubblica il romanzo La vita perduta, un amarcord veneto. Nel 1986 esce Falsi nell'arte: il caso Martini e nel 1987 La pantofola di Nerone, due libri su una delle sue grandi passioni: l'arte. Collabora anche con "L'Espresso" e con "Il Giornale". Traduce e cura l'edizione italiana di romanzi di Joseph Conrad e D. H. Lawrence. 
Tra le sue opere di saggistica si ricordano: P. B. Shelley (1951); Il pensiero di S. T. Coleridge (1953); Il dramma divino e il dramma umano nel Paradiso perduto (1958); La commedia della Restaurazione (1958); T. S. Eliot (1958); English Literature (2 voll., 1974-75). Ha inoltre tradotto Principles of Literary Criticism di Ivor A. Richards, Antonio e Cleopatra e Pene d'amor perdute di Shakespeare e la Terra desolata di Eliot (1972). 
Dedica gli ultimi anni alla traduzione dei Sonetti di Shakespeare, che escono nel 1996.

## Opere
- Elio Chinol (a cura di), Tre saggi sulla poesia di E. A. Poe, Padova, Le Tre Venezie, 1946.
- P. B. Shelley, Venezia, Neri Pozza, 1951. - Napoli, Edizioni Scientifiche Italiane, 1961.
- Elio Chinol, Il pensiero di S. T. Coleridge, Napoli, Liguori, 1953. ISBN 978-88-207-1100-9.
- Elio Chinol, Il dramma divino e il dramma umano nel Paradiso perduto, Napoli, Istituto Editoriale del Mezzogiorno, 1958.
- Elio Chinol (a cura di), La commedia della Restaurazione. (Etheredge, Wycherley, Congreve), Napoli, Ed. Scientifiche Italiane, 1958.
- Elio Chinol, T. S. Eliot, Napoli, 1958.
- I. A. Richards, I fondamenti della critica letteraria, trad. Franco Marenco ed Elio Chinol, con un saggio introduttivo di Elio Chinol, Einaudi ("Saggi" n. 286), Torino 1961; Collana PBE n.191, 1972
- Elio Chinol e Frank Thomas, Narratori italiani in inglese, Napoli, Liguori, 1962. ISBN 978-88-207-0142-0.
- Elio Chinol, Eighteenth-Century English essays, Napoli, Liguori, 1962. ISBN 978-88-207-0145-1.
- Saggisti inglesi del Settecento, a cura di E. Chinol, Vallardi, 1963.
- Joseph Conrad, Romanzi della Malesia, introduzione di Elio Chinol, Milano, Ugo Mursia Editore, 1968.
- Edgar Allan Poe, Opere scelte, Milano, Mondadori, 1971. ISBN 88-04-09778-7. (Elio Chinol, Annabel Lee)
- William Shakespeare, Macbeth, traduzione, presentazione e appendici di Elio Chinol, Milano, Ugo Mursia Editore, 1971. ISBN 88-425-0272-3.
- T. S. Eliot, La terra desolata, nella traduzione di Elio Chinol, con 11 disegni di Ernesto Treccani, testo originale a fronte, Ravenna, Loperfido, 1972.
- La vita perduta, Milano, Mursia, 1972; Treviso, Canova, 2007, ISBN 88-84-09178-0.
- Elio Chinol, Traducendo il Macbeth, in Atti del Premio storia della traduzione e di Monselice, n. 2, Premio Monselice, 1973.
- Christopher Isherwood, Ritratto di famiglia, presentazione di Elio Chinol, Milano, Longanesi, 1975.
- Elio Chinol e Thomas Frank, English Life and Customs, Napoli, Liguori, 1978. ISBN 978-88-207-0139-0.
- Elio Chinol e Thomas Frank, Essential Patterns of English. Con disco, Napoli, Liguori, 1978. ISBN 978-88-207-0140-6.
- Elio Chinol e Thomas Frank, Essential of British and American Civilization, Napoli, Liguori, 1978. ISBN 978-88-207-0136-9.
- Thomas Edward Lawrence, Figli e amanti, Introduzione di E. Chinol, BUR, Milano, Rizzoli, 1980.
- Elio Chinol, English Literature: A Historical Survey With an Anthology. Part I: To the Romantic Revival, Napoli, Liguori, 1982. ISBN 978-88-207-0143-7.
- Elio Chinol, English Literature: A Historical Survey With an Anthology. Part II: The Romantic Revival to the Present, Napoli, Liguori, 1983. ISBN 978-88-207-0144-4.
- Elio Chinol, Masters of English Literature, Napoli, Liguori, 1983. ISBN 978-88-207-0138-3.
- W. Shakespeare, Antonio e Cleopatra, a cura di Elio Chinol, Milano, Ugo Mursia Editore, 1985.
- Elio Chinol, Grammatica dell'inglese moderno, Napoli, Liguori, 1985. ISBN 978-88-207-0137-6.
- Elio Chinol, Falsi nell'arte. Il caso Martini, Bari, Laterza, 1986. ISBN 978-88-420-2679-2.
- W. Shakespeare, Pene d'amor perdute, a cura di Elio Chinol, Milano, Ugo Mursia Editore, 1986.
- Elio Chinol, La pantofola di Nerone, Milano, Longanesi, 1987. ISBN 88-304-0766-6.
- Elio Chinol e Thomas Frank,In Britain today, Napoli, Liguori, 1988. ISBN 978-88-207-0852-8.
- J. Conrad, La follia di Almayer, presentazione di Elio Chinol, Milano, Ugo Mursia Editore, 1989.
- Elio Chinol, Masters of English and American Literature, Napoli, Liguori, 1989. ISBN 978-88-207-2130-5.
- J. Conrad, Il negro del Narcissus, introduzione di Elio Chinol, Milano, Ugo Mursia Editore, 1990.
- J. Conrad, Lord Jim, presentazione di Elio Chinol, Milano, Ugo Musia Editore, 1991.
- Elio Chinol e Taylor Torsello Carol, Living literature. English and American. An active approach with a language. Literature workbook, Napoli, Liguori, 1991. ISBN 978-88-207-2125-1.
- Elio Chinol, Living Literature Workbook, Napoli, Liguori, 1991. ISBN 978-88-207-1740-7.
- Elio Chinol, Readings From «Masters of English Literature», Napoli, Liguori, 1992. ISBN 978-88-207-1252-5.
- J. Conrad, Il Pirata, introduzione di Elio Chinol, Roma, Newton Compton, 1993.
- D. H. Lawrence, Il pavone bianco, introduzione di Elio Chinol, Roma, Newton Compton, 1993. ISBN 88-7983-172-0.
- Emily Brontë, Cime tempestose, a cura di Elio Chinol, Milano, Ugo Mursia Editore, 1994.
- Valerio Magrelli (a cura di), The Raven, Ulalume, Annabel Lee di Edgar Allan Poe nella traduzione di Fernando Pessoa, Torino, Einaudi, 1995. ISBN 88-06-13089-7. (Versioni italiane di Antonio Bruno, Gabriele Baldini, Elio Chinol)
- W. Shakespeare, Sonetti, a cura di Elio Chinol, Roma-Bari, Editori Laterza, 1996. ISBN 88-420-5003-2.
- Elio Chinol et al., Ettore De conciliis. Opere (1979-1997), Bora, 1997. ISBN 978-88-85345-67-6.
- Elio Chinol, Introduzione alla Tavola Rotonda "Tradurre Shakespeare per il teatro italiano", in Atti del premio storia della traduzione e di Monselice, n. 24, Premio Monselice, 1998.
- Ada Borrelli, Elio Chinol e Thomas Frank, Dizionario inglese-italiano italiano-inglese, DeAgostini, 1999. ISBN 978-88-415-7370-9.